# The End Tour
The End Tour fue una gira de conciertos de la banda británica de heavy metal Black Sabbath, presentando a sus miembros fundadores Ozzy Osbourne (vocalista), Tony Iommi (guitarrista) y Geezer Butler (bajista). Esta gira fue anunciada como la gira de despedida de la banda.

## Visión general
Las fechas iniciales fueron anunciadas en un vídeo publicado en el canal de YouTube de la banda el 3 de septiembre de 2015, con más fechas anunciadas en octubre del mismo año. Al igual que en la gira anterior, el baterista Tommy Clufetos reemplazó al baterista original Bill Ward, debido a su anunciada salida y el resentimiento de este último hacia el cantante Ozzy Osbourne. Un EP de ocho canciones, titulado simplemente The End (El Fin), fue publicado como promoción de la actual gira y sólo estuvo disponible en los conciertos.
La gira finalizó el sábado 4 de febrero de 2017, marcando la despedida definitiva de Black Sabbath de los escenarios.

## Fechas de la gira
| Fecha                                  | Ciudad           | País            | Recinto                           |
| -------------------------------------- | ---------------- | --------------- | --------------------------------- |
| América del Norte #1                   |                  |                 |                                   |
| 20 de enero de 2016                    | Omaha            | Estados Unidos  | CenturyLink Center Omaha          |
| 22 de enero de 2016                    | Chicago          | Estados Unidos  | United Center                     |
| 25 de enero de 2016                    | Minneapolis      | Estados Unidos  | Target Center                     |
| 27 de enero de 2016                    | Winnipeg         | Canadá          | MTS Centre                        |
| 6 de febrero de 2016                   | Tacoma           | Estados Unidos  | Tacoma Dome                       |
| 9 de febrero de 2016                   | San José         | Estados Unidos  | SAP Center                        |
| 11 de febrero de 2016                  | Inglewood        | Estados Unidos  | The Forum                         |
| 13 de febrero de 2016                  | Las Vegas        | Estados Unidos  | Mandalay Bay Events Center        |
| 15 de febrero de 2016                  | Denver           | Estados Unidos  | Pepsi Center                      |
| 17 de febrero de 2016                  | Kansas City      | Estados Unidos  | Sprint Center                     |
| 19 de febrero de 2016                  | Auburn Hills     | Estados Unidos  | The Palace of Auburn Hills        |
| 21 de febrero de 2016                  | Hamilton         | Canadá          | FirstOntario Centre               |
| 23 de febrero de 2016                  | Montreal         | Canadá          | Centre Bell                       |
| 25 de febrero de 2016                  | Nueva York       | Estados Unidos  | Madison Square Garden             |
| 27 de febrero de 2016                  | Nueva York       | Estados Unidos  | Madison Square Garden             |
| 2 de marzo de 2016                     | Edmonton         | Canadá          | Rexall Place                      |
| 4 de marzo de 2016                     | Calgary          | Canadá          | Scotiabank Saddledome             |
| 7 de marzo de 2016                     | Vancouver        | Canadá          | Rogers Arena                      |
| Oceanía                                |                  |                 |                                   |
| 15 de abril de 2016                    | Perth            | Australia       | Perth Arena                       |
| 17 de abril de 2016                    | Adelaida         | Australia       | Adelaide Entertainment Centre     |
| 19 de abril de 2016                    | Melbourne        | Australia       | Rod Laver Arena                   |
| 23 de abril de 2016                    | Sídney           | Australia       | Qudos Bank Arena                  |
| 25 de abril de 2016                    | Brisbane         | Australia       | Brisbane Entertainment Centre     |
| 28 de abril de 2016                    | Auckland         | Nueva Zelanda   | Vector Arena                      |
| 30 de abril de 2016                    | Dunedin          | Nueva Zelanda   | Forsyth Barr Stadium              |
| Europa #1                              |                  |                 |                                   |
| 1 de junio de 2016                     | Budapest         | Hungría         | László Papp Budapest Sports Arena |
| 3 de junio de 2016                     | Núremberg        | Alemania        | Rock im Park                      |
| 8 de junio de 2016                     | Berlín           | Alemania        | Waldbühne                         |
| 11 de junio de 2016                    | Castle Donington | Inglaterra      | Download Festival                 |
| 13 de junio de 2016                    | Verona           | Italia          | Verona Arena                      |
| 15 de junio de 2016                    | Zúrich           | Suiza           | Hallenstadion                     |
| 17 de junio de 2016                    | Dessel           | Bélgica         | Graspop Metal Meeting             |
| 19 de junio de 2016                    | Clisson          | Francia         | Hellfest                          |
| 23 de junio de 2016                    | Halden           | Noruega         | Tons of Rock                      |
| 25 de junio de 2016                    | Copenhague       | Dinamarca       | Copenhell                         |
| 28 de junio de 2016                    | Viena            | Austria         | Wiener Stadthalle                 |
| 30 de junio de 2016                    | Praga            | República Checa | O2 Arena                          |
| 2 de julio de 2016                     | Cracovia         | Polonia         | Tauron Arena Kraków               |
| 5 de julio de 2016                     | Riga             | Letonia         | Arena Riga                        |
| 7 de julio de 2016                     | Helsinki         | Finlandia       | Kaisaniemi Park                   |
| 9 de julio de 2016                     | Estocolmo        | Suecia          | Friends Arena                     |
| 12 de julio de 2016                    | Moscú            | Rusia           | Olimpiski                         |
| América del Norte #2                   |                  |                 |                                   |
| 17 de agosto de 2016                   | Wantagh          | Estados Unidos  | Nikon at Jones Beach Theater      |
| 19 de agosto de 2016                   | Camden           | Estados Unidos  | BB&T Pavilion                     |
| 21 de agosto de 2016                   | Bristow          | Estados Unidos  | Jiffy Lube Live                   |
| 23 de agosto de 2016                   | Holmdel          | Estados Unidos  | PNC Bank Arts Center              |
| 25 de agosto de 2016                   | Mansfield        | Estados Unidos  | Xfinity Center                    |
| 27 de agosto de 2016                   | Uncasville       | Estados Unidos  | Mohegan Sun Arena                 |
| 29 de agosto de 2016                   | Toronto          | Canadá          | Molson Canadian Amphitheatre      |
| 31 de agosto de 2016                   | Clarkston        | Estados Unidos  | DTE Energy Music Theatre          |
| 2 de septiembre de 2016                | Noblesville      | Estados Unidos  | Klipsch Music Center              |
| 4 de septiembre de 2016                | Tinley Park      | Estados Unidos  | Hollywood Casino Amphitheatre     |
| 7 de septiembre de 2016                | Dallas           | Estados Unidos  | Gexa Energy Pavilion              |
| 9 de septiembre de 2016                | Albuquerque      | Estados Unidos  | Isleta Amphitheater               |
| 11 de septiembre de 2016               | West Valley City | Estados Unidos  | USANA Amphitheatre                |
| 13 de septiembre de 2016               | Ridgefield       | Estados Unidos  | Sunlight Supply Amphitheater      |
| 15 de septiembre de 2016               | Oakland          | Estados Unidos  | Oracle Arena                      |
| 17 de septiembre de 2016               | Las Vegas        | Estados Unidos  | MGM Grand Garden Arena            |
| 19 de septiembre de 2016               | Los Ángeles      | Estados Unidos  | Hollywood Bowl                    |
| 21 de septiembre de 2016               | Phoenix          | Estados Unidos  | Ak-Chin Pavilion                  |
| 24 de septiembre de 2016               | San Bernardino   | Estados Unidos  | Ozzfest Meets Knotfest            |
| América del Norte #3 y América del Sur |                  |                 |                                   |
| 8 de noviembre de 2016                 | Tulsa            | Estados Unidos  | BOK Center                        |
| 10 de noviembre de 2016                | Houston          | Estados Unidos  | Toyota Center                     |
| 12 de noviembre de 2016                | San Antonio      | Estados Unidos  | AT&T Center                       |
| 16 de noviembre de 2016                | Ciudad de México | México          | Foro Sol                          |
| 19 de noviembre de 2016                | Santiago         | Chile           | Estadio Nacional                  |
| 23 de noviembre de 2016                | Córdoba          | Argentina       | Orfeo Superdomo                   |
| 26 de noviembre de 2016                | Buenos Aires     | Argentina       | Estadio José Amalfitani           |
| 28 de noviembre de 2016                | Porto Alegre     | Brasil          | Estacionamento da Fiergs          |
| 30 de noviembre de 2016                | Curitiba         | Brasil          | Pedreira Paulo Leminski           |
| 2 de diciembre de 2016                 | Río de Janeiro   | Brasil          | Praça da Apoteose                 |
| 4 de diciembre de 2016                 | São Paulo        | Brasil          | Estadio Morumbi                   |
| Europa #2                              |                  |                 |                                   |
| 17 de enero de 2017                    | Colonia          | Alemania        | Lanxess Arena                     |
| 20 de enero de 2017                    | Dublín           | Irlanda         | 3Arena                            |
| 22 de enero de 2017                    | Mánchester       | Inglaterra      | Manchester Evening News Arena     |
| 24 de enero de 2017                    | Glasgow          | Inglaterra      | The Hydro                         |
| 26 de enero de 2017                    | Leeds            | Inglaterra      | First Direct Arena                |
| 29 de enero de 2017                    | Londres          | Inglaterra      | The O2 Arena                      |
| 31 de enero de 2017                    | Londres          | Inglaterra      | The O2 Arena                      |
| 2 de febrero de 2017                   | Birmingham       | Inglaterra      | Genting Arena                     |
| 4 de febrero de 2017                   | Birmingham       | Inglaterra      | Genting Arena                     |

## Listado de canciones
| Canciones interpretadas durante la gira - Black Sabbath - Fairies Wear Boots - Tomorrow's Dream - After Forever - Into the Void - Snowblind - War Pigs - Behind the Wall of Sleep - N.I.B. - Hand of Doom - Rat Salad - Drum solo - Iron Man - God is Dead? - Under the Sun/Every Day Comes and Goes - Dirty Women - Children of the Grave Bis - Paranoid | Listado de canciones típico - Black Sabbath - Fairies Wear Boots - After Forever - Into the Void - Snowblind - War Pigs - Behind the Wall of Sleep - N.I.B. - Hand of Doom - Rat Salad - Drum solo - Iron Man - Dirty Women - Children of the Grave Bis - Paranoid |

## Personal
- Ozzy Osbourne – voz
- Tony Iommi – guitarra eléctrica
- Geezer Butler – bajo eléctrico
- Tommy Clufetos – batería, percusión
- Adam Wakeman – teclados, guitarra rítmica